# Mariana Pineda
Pour les articles homonymes, voir Pineda et Muñoz.
Cet article concerne l'héroïne espagnole. Pour la pièce de théâtre de Lorca, voir Mariana Pineda (pièce de théâtre).
Mariana Pineda, de son nom complet Mariana Rafaela Gila Judas Tadea Francisca de Paula Benita Bernarda Cecilia de Pineda Muñoz, née à Grenade le 1er septembre 1804 et morte dans cette même ville le 26 mai 1831, est une héroïne espagnole de la cause libérale au XIXe siècle.

## Biographie
Mariana est la fille d'un capitaine de la marine nommé Don Mariano de Pineda y Ramírez, un homme de bonne naissance et de mauvaise santé, qui s'était rendu à Lucena pour vendre ses terres. Il tombe amoureux d'une jeune fille de famille modeste appelée María Dolores Muñoz. 
Mariana épouse à quinze ans Manuel Peralta y Valle, mais devient veuve 3 ans plus tard. Elle est dénoncée pour avoir brodé sur un drapeau une devise libérale. Elle est accusée d'appartenir à une conspiration, puis condamnée à mort et exécutée par le garrot à l'âge de 26 ans.
Son exécution a pour but de frapper la cause des libéraux, mais Mariana Pineda devient martyre et symbole populaire de la lutte contre le manque de libertés. 
Elle devient dès lors une héroïne de plusieurs pièces dramatiques, poèmes et essais, dont la pièce de théâtre Mariana Pineda de Federico García Lorca, avec la collaboration de Margarita Xirgu et de Salvador Dalí.

## Œuvres littéraires sur Mariana Pineda
- Francisco Villanueva y Madrid, El heroísmo de una señora ó la tiranía en su fuerza. Drama histórico original en cuatro actos dedicado a la inmortal Mariana Pineda, víctima por la libertad en Granada. Reinado de Fernando VII, y Ministerio de Calomarde. Lisboa: Na Impr. De J. M. R. e Castro, Rua Formosa, 67, 1837.
- Francisco de Paula Lasso de la Vega, Mariana Pineda. Drama en cuatro actos, 1838.
- Federico García Lorca, Mariana Pineda, pièce de théâtre, 1925, avec Margarita Xirgu dans le rôle principal.
- José Martín Recuerda, Las arrecogías del beaterio de Santa María Egipcíaca, 1970.
- Antonio Carvajal, Mariana en sombras, 2002.

## Opéra
- Mariana Pineda de Louis Saguer (Grand Prix de Monaco 1964)
- Mariana Pineda de Flavio Testi (2007).

## Série de télévision sur Mariana Pineda
- Proceso a Mariana Pineda (1984), de Rafael Moreno Alba, joué par Pepa Flores, Germán Cobos, Juanjo Puigcorbé et Carlos Larrañaga.